# Captive Heart
«Captive Heart» — песня американской певицы Селены, выпущенная в качестве второго промосингла из альбома Dreaming of You (1995). Авторами композиции являются Марк Голденберг и Кит Хайн, а продюсером — Гай Рош. Трек был записан на студии отца Селены Q-Productions, а также в некоторых других местах. «Captive Heart» — песня в стиле электропопа, исполняемая с ритмичным поп-грувом. Композиция получила смешанные отзывы критиков.

## История создания
«Captive Heart» была записана в январе 1995 года на студиях Bananaboat Studios в Бербанке, Q-Productions в Корпус-Кристи и Conway Studios в Северном Голливуде. Авторами композиции являются Марк Голденберг и Кит Хайн, а продюсером — Гай Рош. Сведением трека занимался Натаниэль «Мик» Газааски, звукозаписью — Марио Люси, Брайан «Red» Мур и Мона Сушард, указанная также как ассистент звукорежиссёра. Американская певица Донна Де Лори выступила в роли бэк-вокалистки. Работа над треком заняла меньше недели.
«Captive Heart» — песня в стиле электропопа, исполняемая с ритмичным поп/R&B-грувом. Заметное влияние на стиль композиции оказали синти-поп, рок, данс-поп и EDM. Согласно нотам, опубликованным EMI Music Publishing, песня написана в тональности ре мажор в тактовом размере 4/4 в среднем темпе в 91 удар в минуту.

## Реакция критиков
«Captive Heart» получила смешанные отзывы критиков. Редактор журнала Vibe Эд Моралес сравнил «Captive Heart» с ранним творчеством Эвелин «Champagne» Кинг и с другой композицией Селены «Wherever You Are» (дуэт с Barrio Boyzz). По мнению рецензента Chicago Tribune, трек хорошо бы подошёл для радиостанций формата Urban contemporary. Леонард Чарльз из газеты Miami Today высказал мнение, что песня имела бы больший успех, если бы лейбл EMI Records её хорошо раскрутил. Стивен Вашингтон из Aurora Sentinel высоко оценил стилистику трека, в то время как Бенсон Рамос из The Gaston Gazette указал на отсутствие потенциала у песни. Сабрина Мур из Corsicana Daily Sun назвала композицию «неоригинальной», но отметила, что Селена могла бы лучше себя проявить в другой латиноамериканской балладе.
Обозреватель Daily Vault высказал мнение, что в этой песне Селена совершила ошибку многих популярных певцов: «чрезмерное напряжение гортани», что, по мнению рецензента, может серьёзно навредить голосу. Марио Тараделль из The Dallas Morning News отметил, что звучание треков «Captive Heart» и «I'm Getting Used to You» граничит с нью-джек-свингом, который популяризировали Мэри Джейн Блайдж и группа Jade.

## Список композиций
| №  | Название        | Длительность |
| -- | --------------- | ------------ |
| 1. | «Captive Heart» | 4:23         |

| №  | Название        | Длительность |
| -- | --------------- | ------------ |
| 1. | «Captive Heart» | 4:23         |

## Участники записи
Информация адаптирована из буклета песни.

| - Селена — вокал, бэк-вокал - Донна Де Лори — бэк-вокал - Марк Голденберг — автор - Кит Хайн — автор - Хуан Фигероа, Арнольд Хайн — синтезаторы | - Хосе Бехар — сопродюсер - Гай Рош — продюсер - Натаниэль «Мик» Газааски — сведение - Марио Люси — звукорежиссёр - Брайн «Red» Мур — звукорежиссёр - Мона Сушард — звукорежиссёр и ассистент звукорежиссёра |